# Berlingske

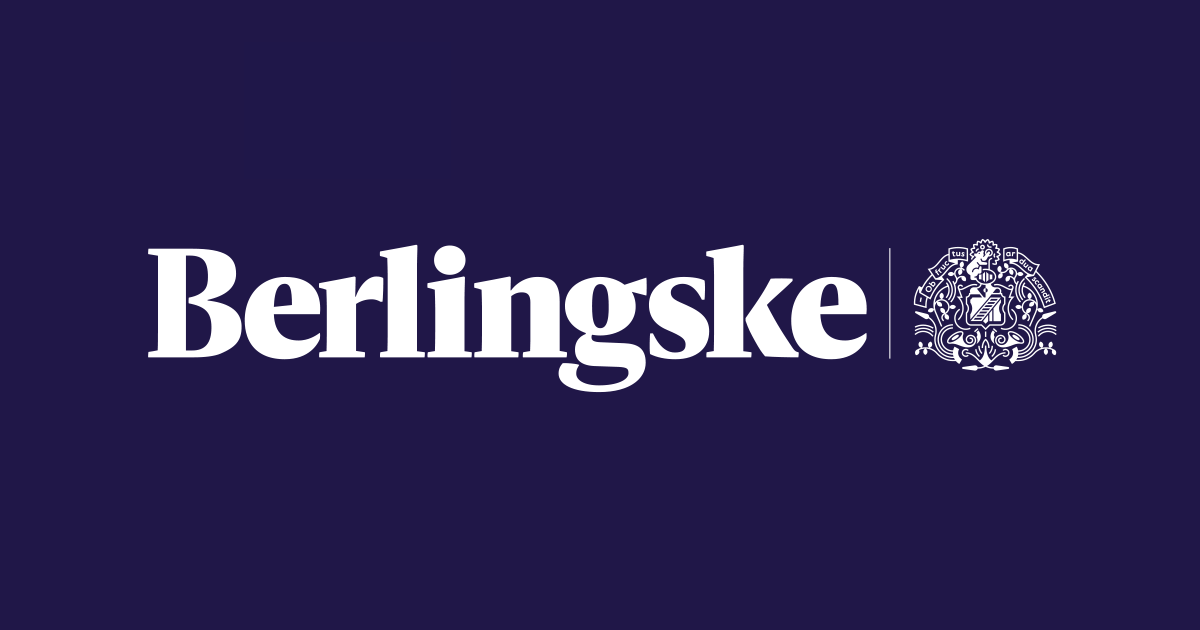
Logo dziennika Berlingske

Berlingske – najstarszy, do dziś ukazujący się duński dziennik. Został założony przez Ernsta Heinricha Berlinga. Pierwszy numer pt. Kjøbenhavnske Danske Post-Tidender ukazał się w Kopenhadze 3 stycznia 1749 roku. Gazeta jest przypisywana spektrum liberalno-konserwatywnemu i należy do duńskiego przedsiębiorstwa medialnego Berlingske Media, które od 2006 roku należało do Grupy Mecom, zanim ta w 2014 roku przeszła w posiadanie belgijskiego koncernu medialnego De Persgroep.
Nazwa gazety ulegała częstym zmianom: W 1808 roku nazywała się ona Danske Statstidende, w 1833 roku Berlingske Politiske og Avertissementstidende, w 1936 roku Berlingske Tidende, natomiast od 26 stycznia 2011 ukazuje się pod nazwą Berlingske.
W 1948 dzienny nakład gazety wynosił 190 tys. egzemplarzy, a jej niedzielne wydanie sięgało nakładu w wysokości 226 tys. egzemplarzy. Do 2011 roku nakład zmalał do 100 tys. egzemplarzy. Tym samym gazeta zajęła drugie miejsce spośród wszystkich duńskich dzienników pod względem ilości nakładu (większy nakład osiągnęła jedynie gazeta Jyllands-Posten).